# Norbert Werner
Norbert Werner, avstrijski vojni dopisnik, * ?, † 28. junij 1991, Letališče Brnik.
Werner je bil ubit med slovensko osamosvojitveno vojno (skupaj s Nikolasom Voglom, ko je na njuno terensko vozilo streljala oklepna enota JLA, ki je bila nameščena na letališču Brnik.